# Mobile art
Le mobile art est un mouvement artistique contemporain. Il regroupe toutes les formes d'expression artistique utilisant à des degrés divers, le smartphone, ou plus largement les technologies mobiles, tactiles et connectées.

## Repères historiques
Dès l'apparition des premiers téléphones cellulaires, les artistes s'interrogent sur leurs possibilités de création notamment en utilisant les sms via des interventions artistiques intrusives avec l'envoi de sms au hasard.
Comme le souligne Maurizio Ferraris, il est étonnant qu'un appareil conçu pour parler devienne une machine à écrire.
L'expression « mobile art » est apparue à l'occasion de l'exposition Mobile Art – experiencias moviles, en 2011, à Barcelone. Le terme est utilisé comme descriptif du dénominateur commun aux œuvres présentées soit le smartphone.
La notion a, par la suite, été théorisée par Marie-Laure Desjardins dans sa thèse de doctorat, présentée en janvier 2017. Dans le courant de la même année, elle produit le Manifeste du Mobile Art.

## Influences du mobile art
Le mobile art se place dans une progression logique de l'histoire de l'art où la mise en oeuvre de la création d'abord confinée à des ateliers réservés aux initiés s'est peu à peu répandue dans l'espace public au gré des progrès technologiques. Sorti des ateliers, l'art s'est mis en scène via des performances empruntant les matériaux, les objets et la préoccupation du quotidien et invitant le public à sortir de son état contemplatif pour devenir acteur. Internet a permis de passer au virtuel où il s'expose et se partage. Le smartphone, objet portatif usuel, à la fois, support de création et vecteur de diffusion, élargit encore les possibilités artistiques tant du point de vue de la création que du point de vue de la relation au public.
Le mobile art s'inscrit dans la suite de mouvements artistiques tel que le dada, l'art postal, le surréalisme, Fluxus ou l'art sociologique où la pratique artistique se mêle au quotidien personnel, social ou politique des individus.
Proche des idées de Bruno Munari et de l'art concret, le mobile art contre le pouvoir des machines en fusionnant le beau et l'utile via le smartphone.
Le mobile art utilise le smartphone pour ce qu'il a à dire sur la société au-delà de ses fonctionnalités. Ses thèmes de prédilection sont la critique de la société de consommation et de ses comportements dont l'addiction aux technologies modernes ou la perte de l'identité, les dérives de la technologie comme la surveillance et l'exploitation des données personnelles, l’incurie face aux grands maux du monde et aux défis de l’avenir.

## Caractéristiques du mobile art
Le smartphone est un appareil dont l'utilisation ne fait qu'augmenter lui conférant un aspect universel. La généralisation de son usage permet de considérer tout un chacun comme un participant potentiel de l'univers hyper-connecté qu'il crée.
Dépassant son statut de téléphone de par la diversité des fonctions qu'il offre, il est un fait social total. À ce titre, les artistes l'utilisent, à la fois, comme sujet de réflexion, comme outil de création ou comme lieu d'expérimentation.
Tenant dans la main en y concentrant toutes les fonctions d'un ordinateur, le smartphone est une clef de la mobilité des artistes et leur permet de créer et de diffuser la création de façon intuitive et instantanée.
De même, les capacités de l'objet permettent au public de l'utiliser pour consulter une œuvre, y participer ou cocréer.
Sa connectivité permet de s'affranchir des circuits traditionnels de l'art afin de diffuser les œuvres directement via le web et notamment les réseaux sociaux, rendant les créations disponibles à tout moment sans contrainte de lieu ou d'horaires. Réinventant le rapport à l'art loin d'une idée de pouvoir et de domination tel que Bernard Lahire le décrit, le mobile art est un art démocratique fondé sur la participation et la liberté, accessible au plus grand nombre sans s'imposer.
Vecteur d'une désacralisation de l'art, le mobile art ne s'attache pas à des critères de notoriété classiques de l'artiste mais à des critères de popularité. Une œuvre peut avoir du succès même si le nom de son créateur est inconnu.
Cette connectivité donne au partage une place importante dans le mobile art, que ce partage serve à diffuser les œuvres ou à y participer.
Le caractère portatif du smartphone lié à sa taille le rend, de fait, nomade. Emblème de mobilité moderne, il donne au mobile art, la capacité de conjuguer non seulement la mobilité physique autant par la possibilité de consulter les œuvres en tout lieu que par leur expérimentation lors d'installations à parcourir guidé par la sérendipité mais aussi la mobilité virtuelle par exemple via le partage sur les réseaux sociaux qui au-delà de la capacité de diffusion s'entend plutôt comme une façon de se déplacer d'une communauté à une autre.
De par sa nature numérique, le mobile art se distancie des notions d'horaires, de fuseaux horaires, de temps et d'espace. Il est disponible et consultable à tout moment, présent à la fois ici et ailleurs. Ce qui lui confère une capacité d'ubiquité.
Cette caractéristique est présente à l'esprit du public qui ne s'attache plus seulement à regarder mais aussi à documenter l'instant quitte à le vivre en différé ou pas. L'existence même du potentiel de revivance par la mémoire numérique suffit à sa satisfaction, le réel s'augmente du virtuel générant une multitude de possibilités.
Le mobile art n'a pas de marché spécifique. Ses œuvres s'achètent autant en galerie ou qu'en magasin d'applications.

## Outils et techniques
Le mobile art est un art pluridisciplinaire utilisant pour s'exprimer toute la palette des possibilités du smartphone :
accéléromètre, applications, cloud, collecte de données, e-mails, flash mob, géolocalisation, hashtag, hyper-connectivité, hyperlien, interactivité, lifelog, liseuse, microphone, MMS, moblog, photo, réalité augmentée, réalité virtuelle, réseaux sociaux, QRCode, sms, syndication, tweet, vidéo, virus, wap, etc.
Il s'exprime selon deux axes, le premier quant aux utilisations possibles du smartphone et le second quant à l'exploration de ses capacités techniques et relationnelles.
Le mobile art est protéiforme, chaque artiste met en scène tout ou partie des capacités du smartphone sans les utiliser toutes ou systématiquement. Non-homogène, le mobile art s'invente et se réinvente à mesure des possibilités technologiques de l'outil.
Les applications dans le domaine du mobile art interagissent avec le public de différentes manières. Elles demandent à être activées, complétées, permettent d'intervenir dans une installation, de participer à une performance, etc.
La géolocalisation peut s'utiliser pour permettre une réalité augmentée offrant un nouveau regard sur la ville.
L'exploitation des capacités tactiles de l'écran amène une expérimentation de l'interdépendance où chaque mouvement a une conséquence directement perceptible par l'usager.
Le QRCode qui doit son essor aux smartphones est présent dans le mobile art, réalisable dans pratiquement n'importe quel matériau, il peut être l'œuvre en elle-même ou son unique élément matérialisé, évoquant un message crypté, il se lit comme une histoire à tiroirs.
La photo via smartphone, aussi appelée i-photo, est l'expression artistique la plus répandue et la plus visible. Utilisant les caractéristiques de l'objet quant à sa capacité à tenir dans une main, quant à l'automatisation des réglages, quant aux possibilités de retouches des images et quant à son hyper-connectivité, c'est une pratique qui tend à se détacher des codes préétablis pour cet art que ce soit en termes de cadrage, de composition ou de bougé. Le selfie demeure une des pratiques la plus emblématique de la i-photographie, même si dans le mobile art, il est utilisé pour dénoncer celui qui le pratique comme élément d'une culture auto-centrée.
L'outil a aussi démocratisé l'usage de la vidéo en lui conférant un caractère intuitif tant par la prise de vue que par les outils mis à disposition permettant de la traiter puis de la diffuser. S'adaptant aux limites techniques du smartphone en termes de mémoire ou de capacité de diffusion, la tendance est au format court.
Les moyens d'expressions artistiques plus traditionnels restent cependant accessibles au mobile art via des applications permettant de réaliser des dessins ou des œuvres graphiques en utilisant l'écran comme support. Le smartphone permet d'apporter une autre dimension à l'œuvre pictural par le biais de la réalité augmentée ou de revisiter des œuvres existantes.
De nombreuses œuvres de mobile art impliquent plusieurs fonctionnalités de l'appareil pour aboutir à des installations complexes. Ces dispositifs mêlant technologie, dispositifs plastiques, théâtre ou architecture génèrent une interactivité impliquant le public via des dispositifs immersifs ou des scénarios. La participation du public étant sine qua none quant à l'existence de l'œuvre,, il est souvent question de co-création. Utilisant l’inter-connectivité du smartphone, les artistes transforment un objet individuel en communauté momentanée partageant une expérience sensible .
Enfin, quand le smartphone n'est pas le support de la création artistique, il peut en devenir l'objet via des sculptures, des peintures, des collages, des photographies, des vidéos ou des performances.

## Expositions

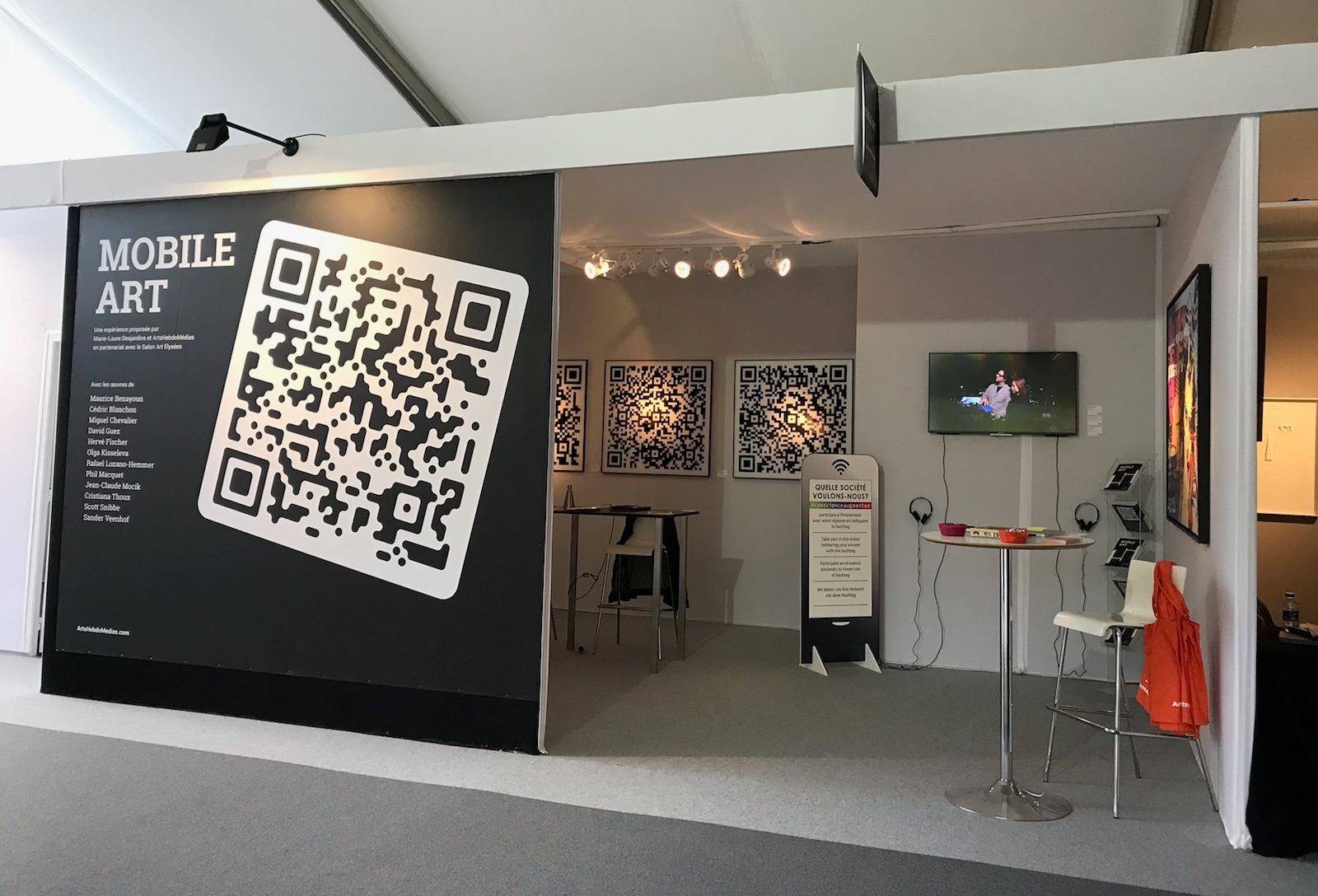
Vue de l'exposition « Mobile Art », octobre 2017, Art Élysées, Paris.

### En France
En 2012, un premier colloque « Téléphone mobile et création » se tient en France.
La première exposition de mobile art en France a eu lieu à Paris dans le cadre de la 11e édition de la foire d'art moderne et contemporain Art Élysées, du 19 au 23 octobre 2017. Elle présentait des œuvres de Maurice Benayoun, Cédric Blanchon, Miguel Chevalier, Hervé Fischer, David Guez, Olga Kisseleva, Rafael Lozano-Hemmer, Phil Macquet, Jean-Claude Mocik, Scott Snibbe, Cristiana Thoux et Sander Veenhof. À cette occasion, les visiteurs ont pu découvrir le mobile art et prendre connaissance du Manifeste de ce mouvement.

### Autres pays
- Mobilisation 02, du 25 février au 9 avril 2017, à la Maison de la culture Mercier, Montréal, Canada[29].
- Hamster Hipster Handy - Under the Spellbound of the Mobile Phone, du 25 avril au 5 juillet 2015, au Musée des arts appliqués, Francfort, Allemagne[30].
- Smart New World, du 5 avril au 10 août 2014, Kunsthalle, Düsseldorf, Allemagne[31].
- Talk To Me, du 24 juillet au 7 novembre 2011, MoMA, New York, Etats-Unis[32].
- Together in Electric Dreams – Absent presence, du 28 mai au 18 septembre 2011, Haus der Elektronischen Künste (HEK), Bâle, Suisse[33].
- Mobile Art – experiencias moviles, du 12 mai au 20 juin 2011, Fondation Francisco Godia, Barcelone, Espagne[3].